# Australasian Professional Championship 1969
L'Australasian Professional Championship 1969 è stato il terzo evento professionistico della stagione 1969-1970 di snooker, il terzo Non-Ranking, e la 1ª edizione di questo torneo, che si è disputato nell'ottobre 1969, ad Auckland, in Nuova Zelanda.
Il torneo è stato vinto da Eddie Charlton, il quale ha battuto in finale Warren Simpson per 11-6. L'australiano si è aggiudicato così il suo primo Australasian Professional Championship e il suo quinto titolo Non-Ranking in carriera.

## Fase a gironi
| N° | Giocatore      | M | V | P | FV | FP | DF |
| -- | -------------- | - | - | - | -- | -- | -- |
| 1  | Eddie Charlton | 1 | 1 | 0 | 6  | 3  | +3 |
| 2  | Norman Squire  | 2 | 1 | 1 | 10 | 10 | 0  |
| 3  | Warren Simpson | 1 | 0 | 1 | 4  | 7  | -3 |

## Finale
| Finale (Al meglio dei 21 frames) Auckland, ottobre 1969. Arbitro: ? |      |                |
| Eddie Charlton                                                      | 11–6 | Warren Simpson |
|                                                                     |      |                |
| Eddie Charlton vince l'Australasian Professional Championship 1969  |      |                |